# Фурка (перевал)
Фурка або Фуркапасс (нім. Furkapass) — високогірний перевал в Альпах, Швейцарія. Його висота — 2 436 метрів над рівнем моря. З'єднує долини Урзеренталь (нім. Urserental, долина у верхів'ях річки Ройс, кантон Урі) і долини річки Рона (кантон Вале).
Перевал Фурка розташовано на Головному європейському вододілі
Через перевал Фурка проходить автомобільна дорога. Під перевалом пробито два тунелі: 
- Базисний тунель Фурка яким прямує Фурка-Оберальп-бан
- Горишній тунель Фурка яким прямує історична гілка Фурка-Оберальп-бану — Парова зубчаста залізниця Фурка

## Ресурси Інтернету
- Фурка (перевал) німецькою, французькою та італійською //  Історичний словник Швейцарії.
- Informationen zur Öffnung des Passes